# Avet noble

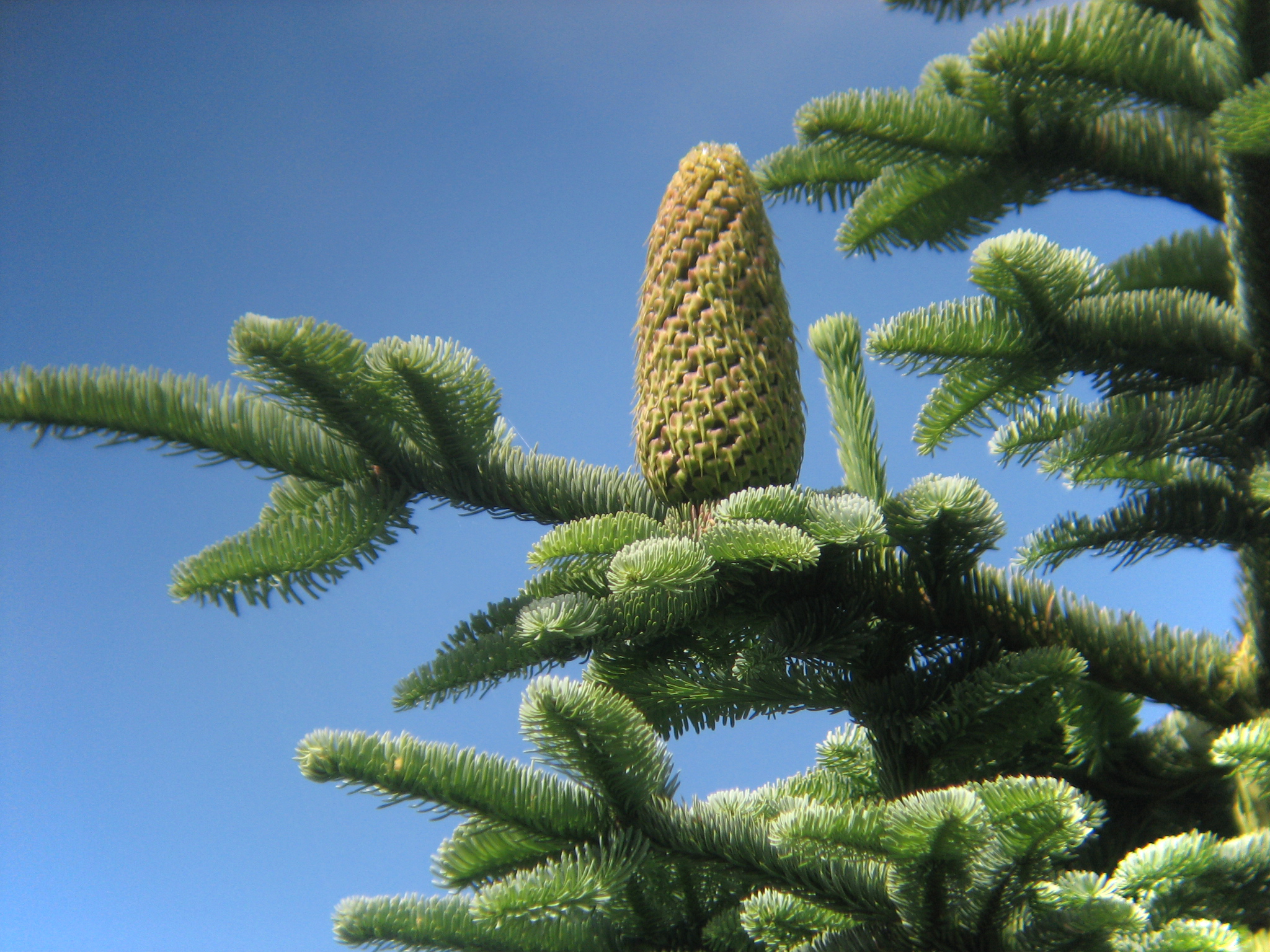
Pinya

L'avet noble o avet pròcer (Abies procera) és una espècie de conífera de la família Pinaceae propi de l'oest dels Estats Units, de la serralada de les Cascades i la Coast Range, muntanyes de l'extrem nord-oest de Califòrnia, Oregon occidental i Washington.
És un arbre típic de grans altituds però només rarament arriba al límit arbori.
Aquest avet fa de 40 a 70 m d'altura. Les seves pinyes són erectes.
Aquesta espècie està estretament emparentada amb Abies magnifica (avet vermell). La varietat Abies magnifica var. shastensis es considera de vegades un híbrid entre l'avet noble i l'avet vermell.

## Usos
És un arbre de Nadal popular als Estats Units, la seva fusta, que és força tova com la de tots els avets, serveix també per a fer paper.